# ロリータ
『ロリータ』（Lolita) は、ロシア生まれのアメリカ合衆国の作家、ウラジーミル・ナボコフの小説。1955年刊。少女性愛者ハンバート・ハンバート（1910年生まれ）と、彼が心惹かれた少女ドロレス・ヘイズ（1935年1月1日生まれ）との関係を描いた長編で、全体はハンバートの手記の形を取っている。
初版はフランスのパリで出版され、内容をめぐって論争を引き起こしたのち、1958年にアメリカ合衆国で出版され、ベストセラーとなった。出版当時はポルノ文学との評価も受け、5ヵ国で発売禁止処分を受けたが、現在ではアメリカ文学の古典として認知されている。
この作品は、タイム誌が選んだ小説100選、ル・モンド20世紀の100冊、ブックルベン・ワールド・ライブラリー、モダン・ライブラリーが選ぶ最高の小説100、ザ・ビッグ・リードなど、いくつかの最高の文学作品のリストに挙げられている。
ヒロインの愛称である「ロリータ」は、今日でも『魅惑的な少女』の代名詞として使われており、ロリータ・コンプレックスやロリータ・ファッションなど、多くの派生語を生んでいる。

## 出版の経緯
1940年に渡米したナボコフは教職のかたわら、この作品を1948年から書き始め、1953年には完成させた。しかし、性的に倒錯した主題を扱っているため、アメリカでは5つの出版社から刊行を断られた。ナボコフの代理人はさまざまな出版社に足を運び本を読んでもらい、各出版社の編集者は作品のテーマを見抜いてはいたようだが、そのあまりに難解な内容から、これは読者には「ポルノ」にしかみえないという理由で出版を拒んだ。結果、初版はポルノグラフィの出版社として有名なパリのオリンピア・プレスから1955年に出版されたが、グレアム・グリーンらの紹介により読書界の注目の的となった。アメリカでは1958年に出版されベストセラーになった。イギリスでは、作家らが刊行を促す署名運動を起こし、1959年に出版された。
ソ連では長らく発行できなかったが、1989年になってようやく単行本として刊行された。序文はこの作品の芸術としての正当性を主張する作家のヴィクトル・エロフェーエフが書いた。
『ロリータ』はこれまでにフランスやイギリスなどで発禁処分を受けており、ニコラス・キャロライズなどが編集した「百禁書―聖書からロリータ、ライ麦畑でつかまえてまで」ではロリータに対する批判や発禁処分になった経緯などが書かれている。また、ナボコフ自身による評論「『ロリータ』 について」があり、この作品の本質を見てもらいたいというナボコフの考えや、作品の性的な部分についての自身の考えが書かれている。
日本語版は、1959年に大久保康雄（の名義を借りた高橋豊）訳（河出書房新社→新潮文庫）が、2005年に若島正による新訳（新潮社→新潮文庫）が出された。

## あらすじ
作品はハンバートが獄中書き残した「手記」という形式をとっている。ヨーロッパからアメリカに亡命した中年の大学教授である文学者ハンバート・ハンバートは、少年時代の1924年夏にアナベル・リー（1910年生まれのハンバートより数か月年下の13歳 - 14歳）と出会い、恋人同士になるが、アナベルは出会いから4か月後に発疹チフスにより死別してしまい、いつまでも忘れられずにいる。一度はヴァレリアという少なくとも20代後半（パスポートすら偽装しており正確な年齢は分からずじまい）の女性と結婚もしたがうまくいかなかった。
1947年、ハンバート（36歳 - 37歳）はアナベルの面影を、あどけない12歳の少女のドローレス・ヘイズ（Dolores; 愛称ロリータ　Lolita）に見出して一目惚れをし、彼女に近づく下心を持ってその母親である30代半ばの未亡人シャーロット・ヘイズと結婚する。母親が不慮の事故で死ぬと、ハンバートはロリータを騙し、アメリカ中を自動車で逃亡する。しかしロリータはハンバートの理想の恋人となることを断固拒否した。そして時間と共に成長するロリータに比して、ハンバートは衰えて魅力を失いつつあった。
1949年7月4日、ロリータ（14歳）は突然ハンバート（38歳 - 39歳）の目の前から姿を消す。その消息を追ってハンバートは再び国中を探しまわる。3年後、ロリータからの手紙（1952年9月18日発送、9月22日着）からついに居所を見つけ出すが、17歳になった彼女は若い男と結婚、彼の子供を身ごもっていた。哀しみにくれるハンバート（41歳 - 42歳）は、かつて彼女の失踪を手伝って自分の許から連れ出したのは男性の劇作家クレア・クィルティ（愛称キュー）であったことを知り、遂には彼を殺害する。ハンバートは、しばらく後に逮捕されて獄中で病死し、ロリータも出産時に命を落とす。

## 解説
前思春期の少女にあらわれる性的な魅力を「ニンフェット」の倒錯した魅力を巧みに規定して、社会に衝撃と影響を残したこの作品は、全体の構成より細部（文体）へと関心が傾けられ、さまざまな引用や巧妙な言葉遊びに満ちている。冒頭は「Lolita, light of my life, fire of my loins.」というLとFの音を重ねた文章となっている。作者の分身ともいえるハンバートによるメタファーを多用した独白調の文章は、晦渋なことでも知られる。
ナボコフは、12歳から14歳まで、及び19歳の女子の身長と体重の統計を創作カードに残している。12歳（147cm、39kg）、13歳（152cm、44kg）、14歳（157cm、49kg）で、ドローレス・ヘイズは12歳（144cm、35kg）、13歳（150cm、39kg）、14歳（152cm、41kg）と、身長は平均よりやや低く、体重はかなり軽くやせ気味という設定である。また、古今東西の法律や文化を調査して、文中で列挙するなど科学的なアプローチを取っている。
知的ではあるが、屈折・鬱屈した自意識に満ちたハンバートに、ヨーロッパ旧世界の象徴を、成熟しつつも素朴な性質のロリータに、アメリカの象徴を読み取ることもできる。

## 翻案
映画
- ロリータ (1962年の映画)：スタンリー・キューブリック監督
- ロリータ (1997年の映画)：エイドリアン・ライン監督

オペラ
- ジョシュア・ファインベルク作曲による作品
  - 作曲年：2006年
  - 音響技術協力：IRCAM
  - 初演団体：アンサンブル・アンテルコンタンポラン
- ロディオン・シチェドリン作曲による作品
  - 作曲年：1993年
  - 作品番号：Op.84
  - 委嘱：ストックホルム王立歌劇場

## 類作の存在
『ロリータ』には原作があると言われ、ドイツの作家で後にナチス系ジャーナリストに転じたハインツ・フォン・リヒベルク（1891年 - 1951年）の1916年の作品『Die verfluchte Gioconda』の中に、Lolitaという少女の出てくる類似のテーマの作品がある。このことはドイツの文芸批評家が発見し、2004年3月に各新聞や文芸誌で報じられた（FAZ.27.03.2004参照）。ナボコフとリヒベルクは15年間を同じベルリンで過ごした同時代人である。文学的本質から言えば、両者は別の文学であるとされる。

## 日本語訳
- ウラジーミル・ナボコフ 著、大久保康雄 訳『ロリータ』新潮文庫。ISBN 978-4-10-210501-6。旧訳版
- ウラジーミル・ナボコフ 著、若島正 訳『ロリータ』新潮文庫。ISBN 978-4-10-210502-3。初刊は新潮社・単行判
- ウラジーミル・ナボコフ『ロリータ　魅惑者』若島正・後藤篤訳、新潮社〈ナボコフ・コレクション5〉、2019年。後者は原型となった中篇

## 関連文献
- ウラジミール・ナボコフ 『魅惑者』 出淵博訳、河出書房新社、1991年。ISBN 978-4-309-20158-0 - 本作と同じモチーフを扱った作品で『ロリータ』の原型と言われている。亡命前の作品でロシア語で書かれた。原書は1939年にパリで出版。
- 若島正 『ロリータ、ロリータ、ロリータ』 作品社、2007年。ISBN 978-4-86182-157-8 - 日本語訳者による『ロリータ』論集。
- Vladimir　Nabokov. Lolita A Screenplay. Vintage : 1st Vintage International. 1997. ISBN 978-0-67977255-2 - キューブリック監督の映画化時に、作者が書き起こした脚本。脚本としてナボコフの名がクレジットされているものの、実際の映画には用いられなかった。初版は1974年。
- Appel, Alfred, Jr. The Annotated Lolita (revised ed.). New York: Vintage Books. 1991. ISBN 978-0-67972729-3. - 研究者によるメジャーな注釈書。初版は1970年。
- 見えないユダヤ人―半世紀後に読む『ロリータ』―中田晶子、南山大学紀要第37号、2009年
- 映画 Lolita とアメリカ南山短期大学紀要 27 号